# Shadilay
«Shadilay» es una canción de italo disco de la banda italiana P.E.P.E., lanzada en 1986 por el sello musical Magic Sound.
En 2016 se hizo viral por la similitud del nombre de la banda con el meme Pepe the Frog, la portada del sencillo también presentaba un dibujo de una rana verde de dibujos animados. Desde entonces se ha utilizado como himno nacional para el país ficticio de Kekistan.